# Esguevillas de Esgueva
Esguevillas de Esgueva ist ein Ort und eine Gemeinde mit nur noch 258 Einwohnern (Stand: 2024) im Osten der Provinz Valladolid in der Region Kastilien-León in Spanien. 

## Lage
Esguevillas de Esgueva liegt in der Iberischen Meseta am Río Esgueva gut 27 Kilometer (Fahrtstrecke) ostnordöstlich vom Stadtzentrum von Valladolid in einer Höhe von ca. 780 m. Das Klima im Winter ist kalt, im Sommer dagegen warm bis heiß; der spärliche Regen (ca. 509 mm/Jahr) fällt übers Jahr verteilt.

## Bevölkerungsentwicklung
| Jahr      | 1970 | 1981 | 1991 | 2001 | 2011 | 2021 |
| --------- | ---- | ---- | ---- | ---- | ---- | ---- |
| Einwohner | 647  | 512  | 464  | 411  | 292  | 269  |

## Sehenswürdigkeiten
- Rorquatuskirche
- Vinzenzkapelle

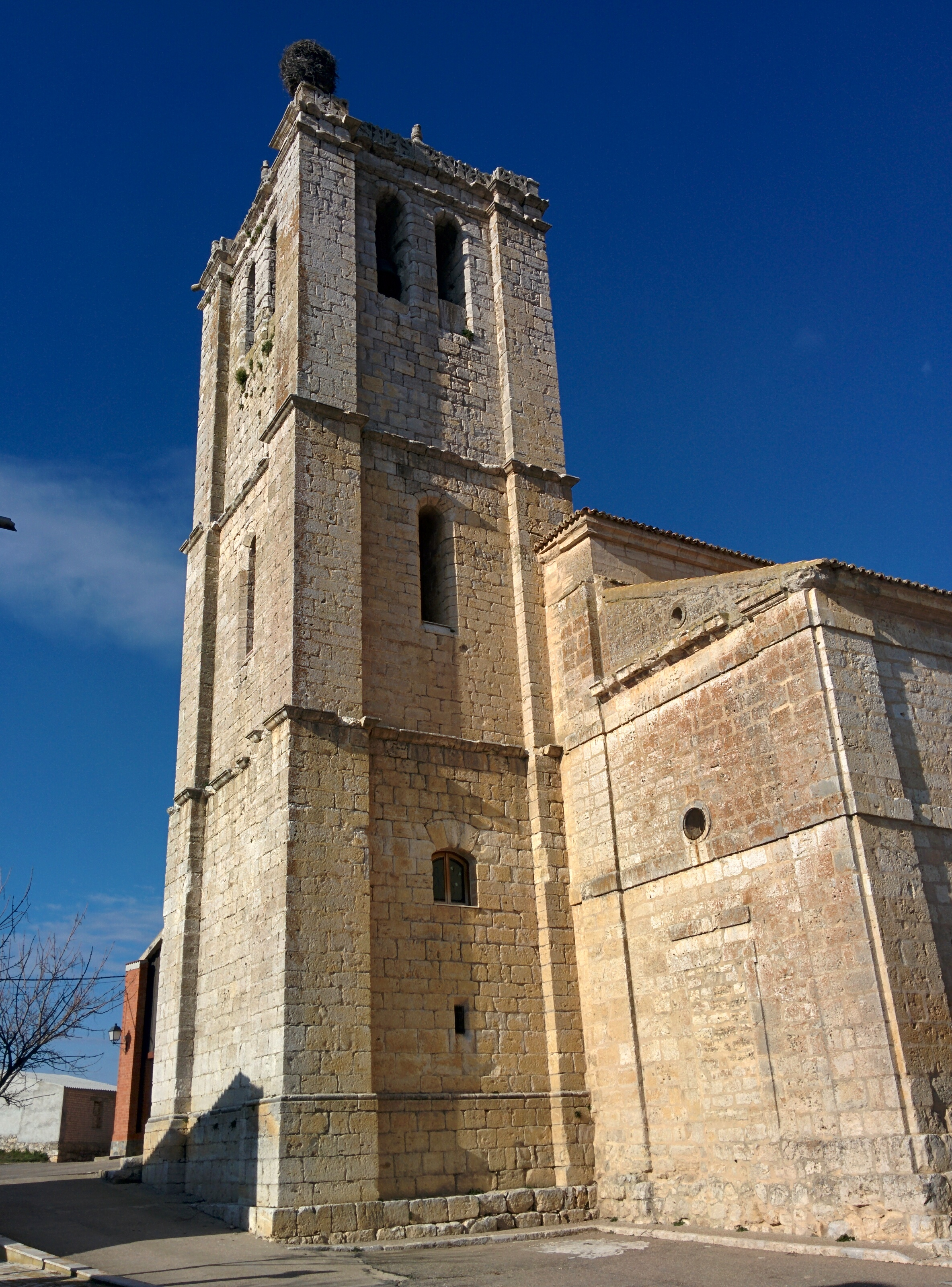
Torquatuskirche
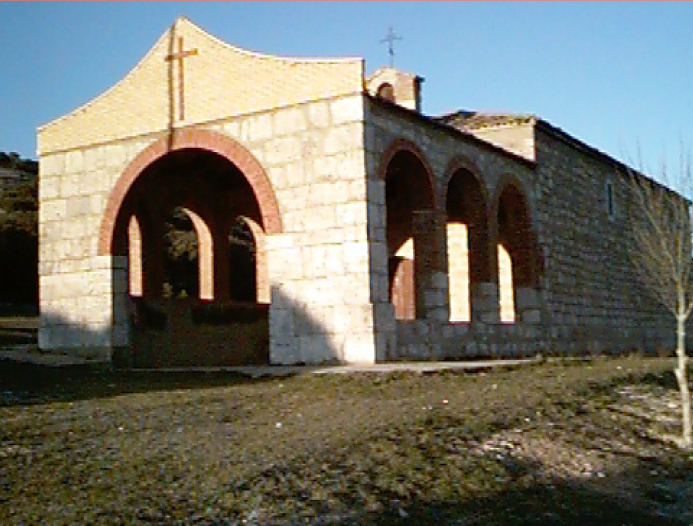
Vinzenzkapelle
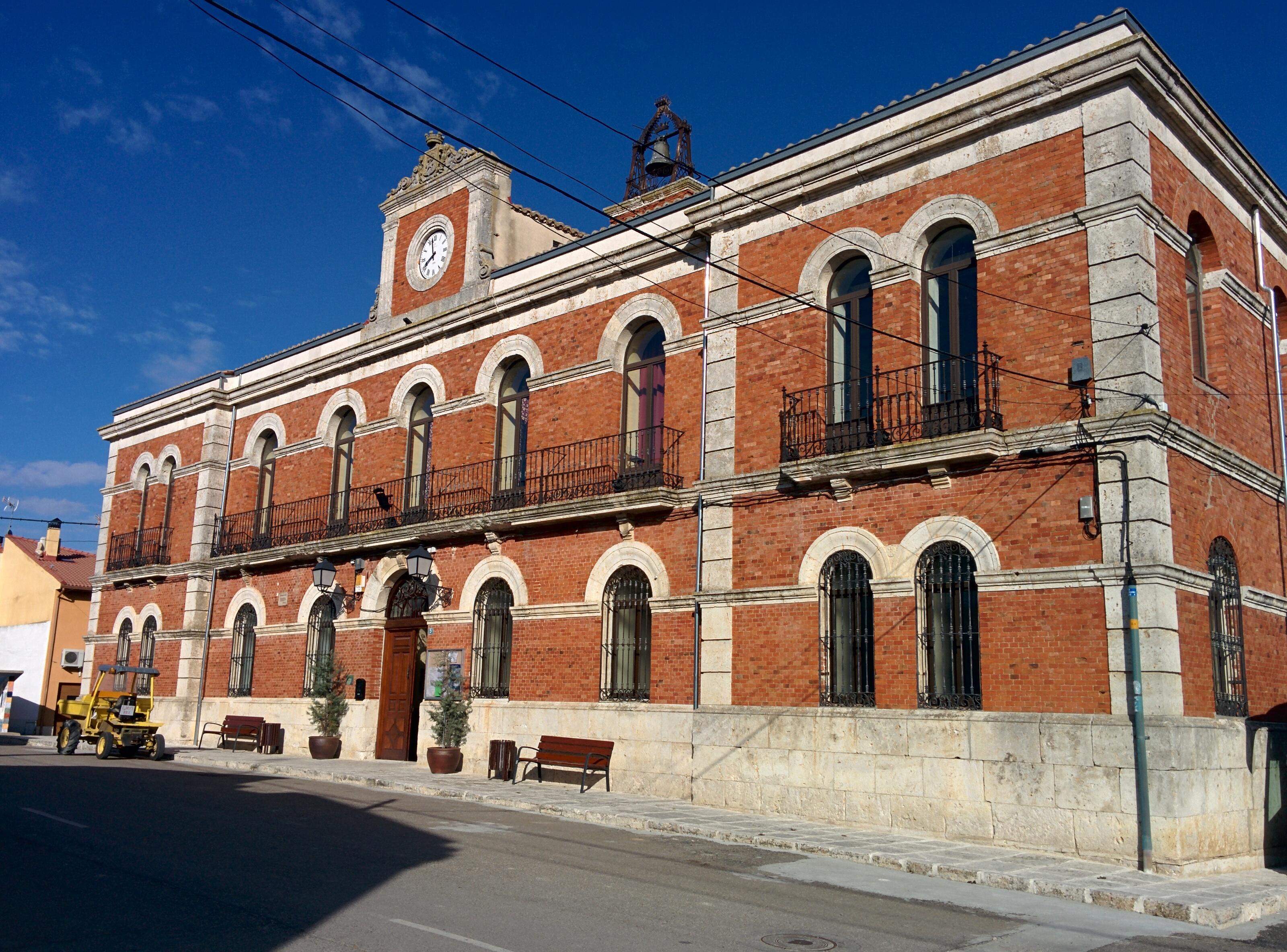
Rathaus